# Loška Gora pri Zrečah
Loška Gora pri Zrečah este o localitate din comuna Zreče, Slovenia, cu o populație de 161 de locuitori.